# Espejo de Kózyrev

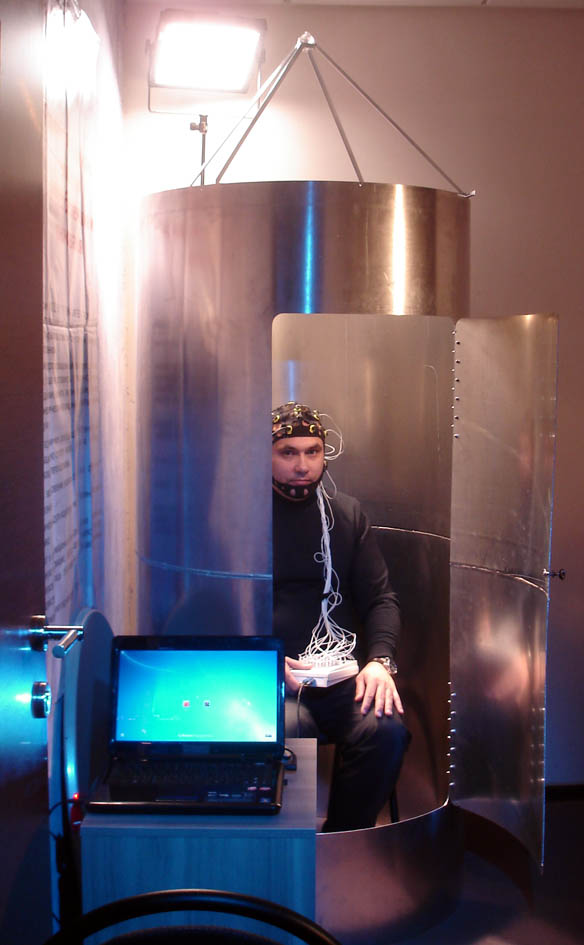
"Espejo de Kózyrev" en un experimento

Un espejo de Kózyrev (en ruso: Зеркало Козырева), en la literatura esotérica rusa de los años 1990, es un dispositivo hecho de aluminio (a veces de vidrio, o de un material reflector como un espejo) con superficie en forma de la espiral, el cual, según una hipótesis no probada, es capaz de centrar tipos diferentes de la radiación que incluye la que proviene de objetos biológicos. Debe su nombre al famoso astrónomo Nikolái Aleksándrovich Kózyrev, aunque no fue ni inventado ni descrito por él.[cita requerida]
Estos espejos fueron utilizados en los experimentos relacionados con la percepción extrasensorial, realizados en el Instituto de Medicina Experimental de Siberia, división de la Academia Rusa. Los voluntarios introducidos en las espirales cilíndricas (normalmente de 1,5 rotaciones en el sentido de las agujas del reloj, fabricadas de aluminio pulido) presuntamente sintieron sensaciones psicofísicas anómalas, registradas en la documentación de los experimentos de investigación.
Los espejos de Kózyrev fueron mostrados en un documental del canal de televisión estatal ruso, y artículos acerca del tema han sido publicados en tabloides de Rusia y Ucrania, pero no en revistas científicas.
Durante uno de los primeros experimentos en el pueblo ártico de Dixon, los científicos colocaron un antiguo símbolo de la Trinidad en uno de estos espejos. Casi inmediatamente allí apareció un campo de fuerza alrededor del espejo. El experimento fue dirigido por Vlail Kaznacheev MD, PhD, Miembro Académico de la Academia Rusa de Ciencias Médicas .[cita requerida]
Una patente rusa de 1998, RU2122446, denominada "Dispositivo para la corrección de las enfermedades psicosomáticas del hombre", está relacionada con los espejos de Kozyrev.
En 2014, un grupo de la República Checa intentó sin éxito organizar un micromecenazgo de 17.000-20.000 euros para el desarrollo de espejos de Kozyrev.